# La natura che si svela alla scienza
La natura che si svela alla scienza (La Nature se dévoilant à la Science) è una scultura allegorica creata da Louis-Ernest Barrias nel 1899 nello stile dell'Art Nouveau. La scultura rappresenta una donna (una personificazione della natura) che si toglie un velo per rivelare il suo volto e i suoi seni scoperti. Esistono varie versioni della scultura, la più celebre delle quali si trova al museo d'Orsay di Parigi. Un bozzetto in gesso si trova al museo Carnavalet di Parigi.

## Storia
La prima versione in marmo bianco fu commissionata nel 1889 per decorare la nuova facoltà di medicina dell'università di Bordeaux. Dopodiché, la seconda versione venne commissionata dal conservatorio nazionale delle arti e dei mestieri e venne scolpita utilizzando il marmo e l'onice che venivano estratti dalle cave dell'Algeria francese, allora riaperte da poco. La scultura divenne popolare in poco tempo, a tal punto che ne vennero tratte delle repliche, come una conservata a Boston e altre in vari musei francesi (come il museo delle arti decorative di Parigi e il museo di belle arti di Nizza). In alcune di queste repliche il velo è scuro, così da accentuare il contrasto con la pelle candida. 

## Descrizione

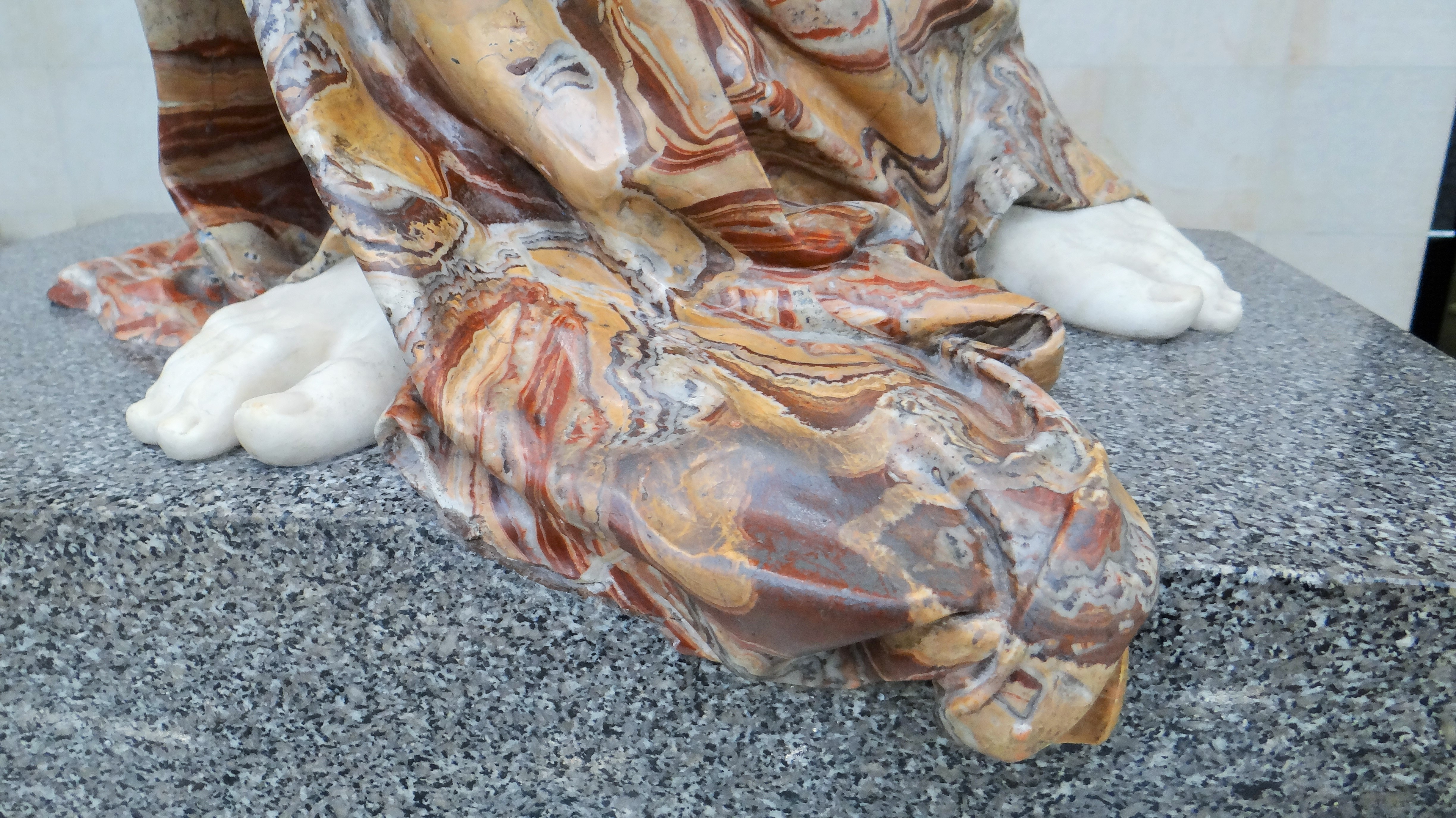
Un dettaglio delle venature del vestito di marmo rosso.

Questa scultura raffigura un'allegoria della Natura, personificata da una donna, che decide di svelarsi alla scienza. Con le mani si sta togliendo un velo legato alla vita, che simboleggia la scoperta dei segreti della natura, cominciando a scoprire i propri capelli e il proprio busto nudo. Le sue labbra sembrano trattenere un sorriso. Sotto il velo, la Natura indossa un abito che viene retto da una fascia sulla quale spicca uno scarabeo.
La statua è fatta di marmo, la veste è di onice algerino e lo scarabeo di malachite. In alcune versioni furono utilizzati due lapislazzuli per gli occhi blu e del corallo rosso per le labbra. Si tratta quindi di una scultura policroma (che fa uso di materiali di colori diversi) e rientra in un movimento di riscoperta di questa policromia già adoperata dagli antichi, iniziato alla metà del secolo da Charles Cordier. Questi materiali furono tagliati con perizia, così da sfruttare il gioco creato dalle venature dell'onice per il velo e del marmo rosso per l'abito.

## Analisi

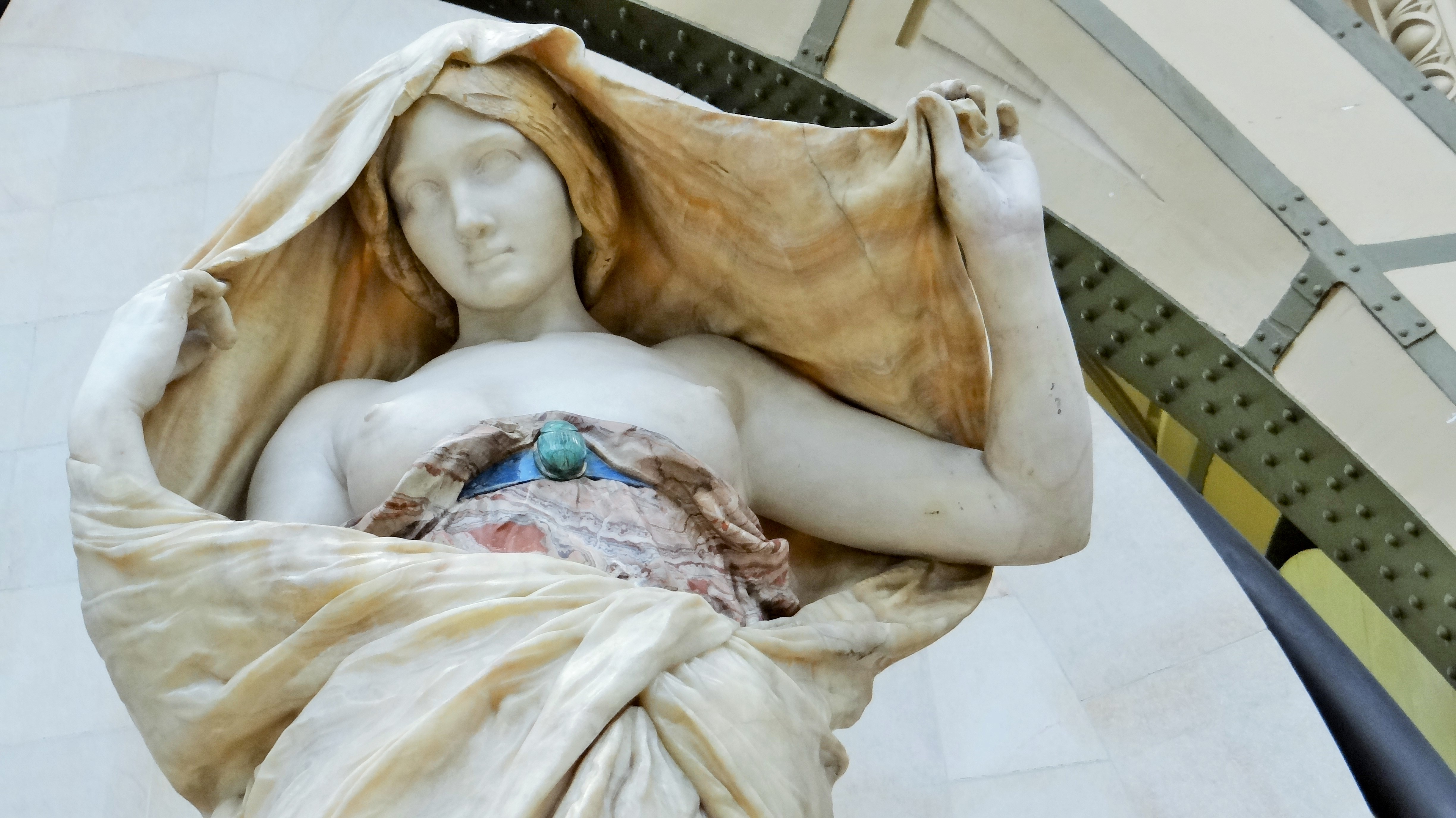
Un dettaglio del velo.

Secondo gli storici della scienza Lorraine Daston e Peter Galison, la scultura "unisce il tema antico del velo di Iside, interpretato come il desiderio della natura di nascondere i suoi segreti, con la fantasia moderna della natura (femminile) che si rivela allo scienziato (maschile), senza violenza o artificio." Secondo la storica della scienza Carolyn Merchant, la scultura è un simbolo della trasformazioni delle concezioni della natura avvenuta con la rivoluzione scientifica: "Dall'essere un'insegnante e una genitrice attiva, lei [la Natura] è diventata un corpo senza mente e sottomesso." Similmente, il biologo e saggista Gerald Weissmann notò la somiglianza tra la posa della Natura nella scultura di Barrias e quella della figura centrale del dipinto del 1876 Philippe Pinel libera i pazzi dalle catene al manicomio, dipinto da Tony Robert-Fleury, un uomo liberato da un manicomio che ha "l'aspetto distaccato di cui è molto perso". La critica letteraria Elaine Showalter immagina un'opera complementare che raffigura la Scienza come "un uomo interamente vestito, il cui sguardo [è] netto, diretto e desideroso, lo sguardo penetrante della supremazia intellettuale e sessuale."

## Galleria d'immagini

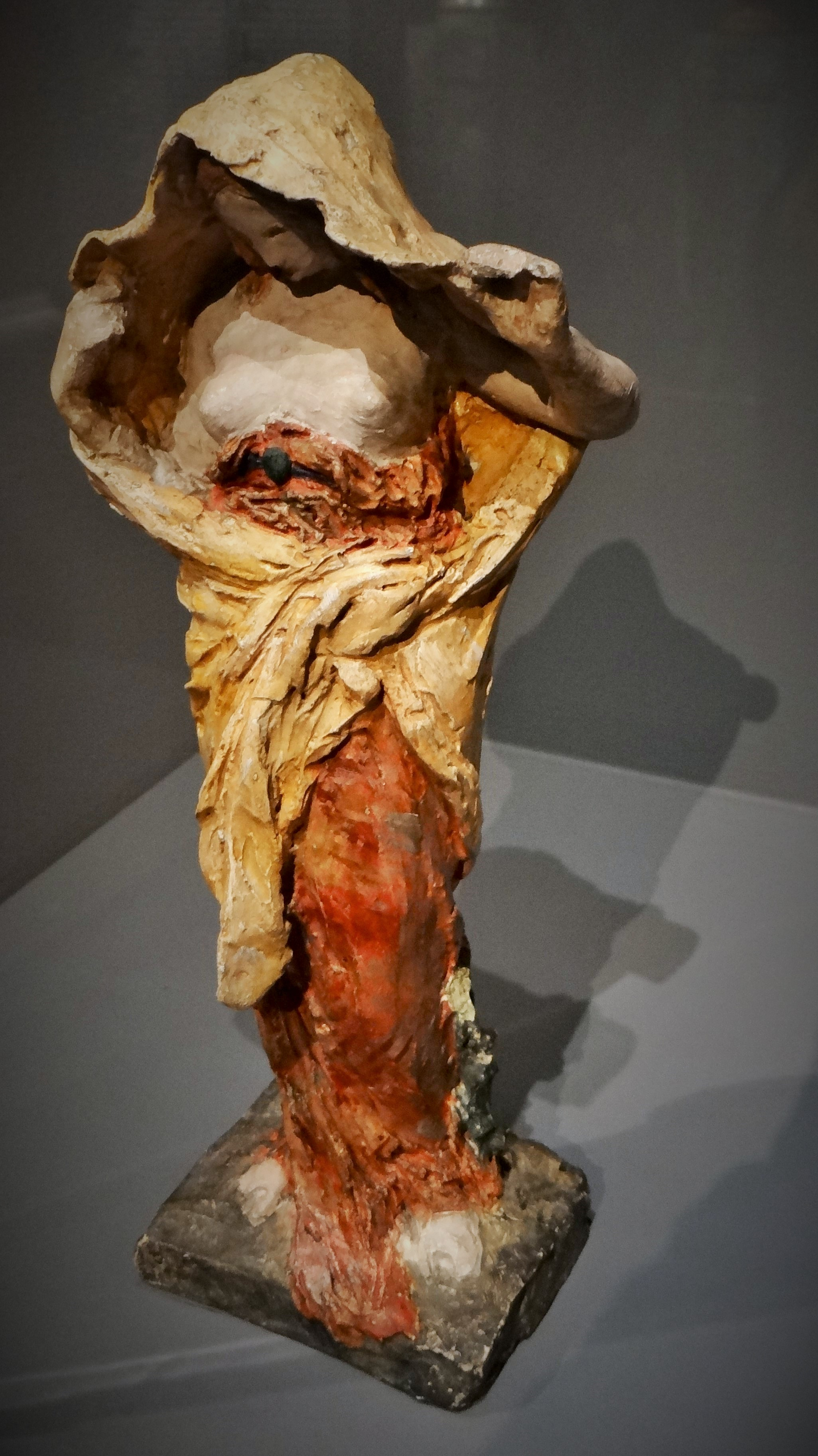
Il bozzetto in gesso del museo Carnavalet.
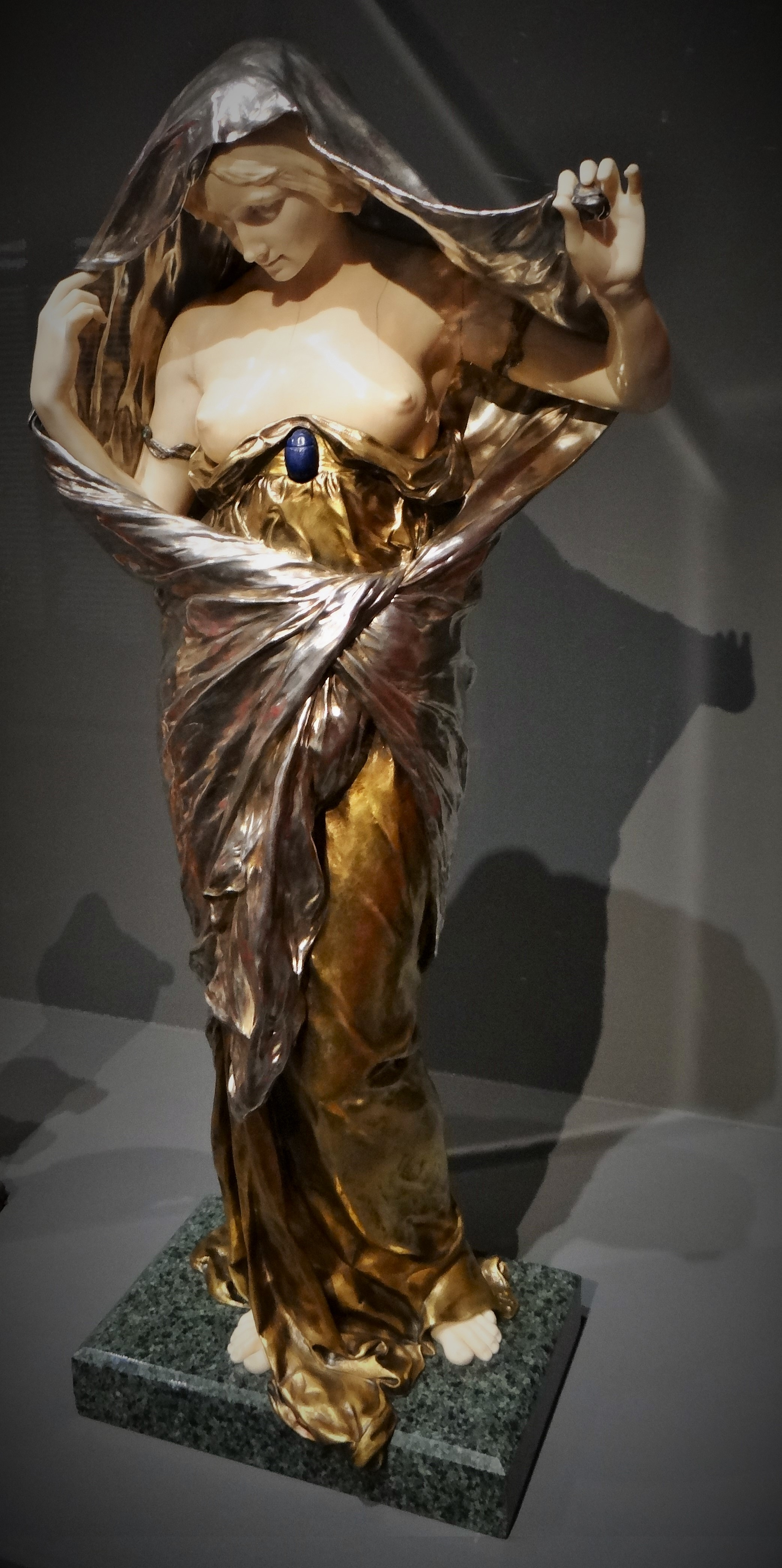
La versione del museo delle arti decorative.
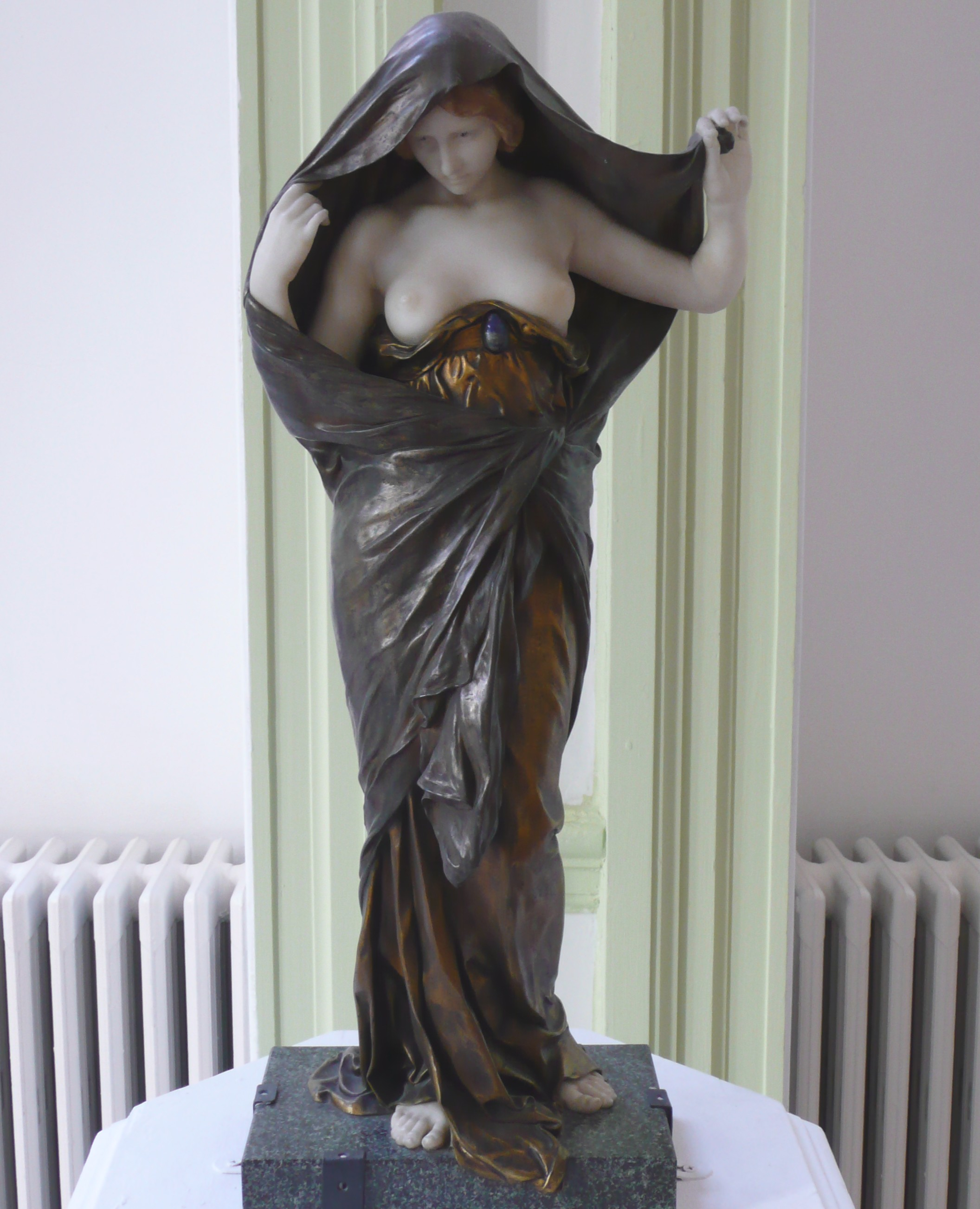
La versione di Nizza.